# Jardins Wilson
Pour les articles homonymes, voir Wilson.
Les jardins Wilson, jardins Président Wilson, parcs Wilson ou encore jardins des remparts sont un ensemble de jardins dans le centre-ville de Montluçon.

## Origine du nom
Le jardin porte le nom de Woodrow Wilson (1856-1924) 28e président des États-Unis acteur important de la Première Guerre mondiale, en tant qu'allié de la France.

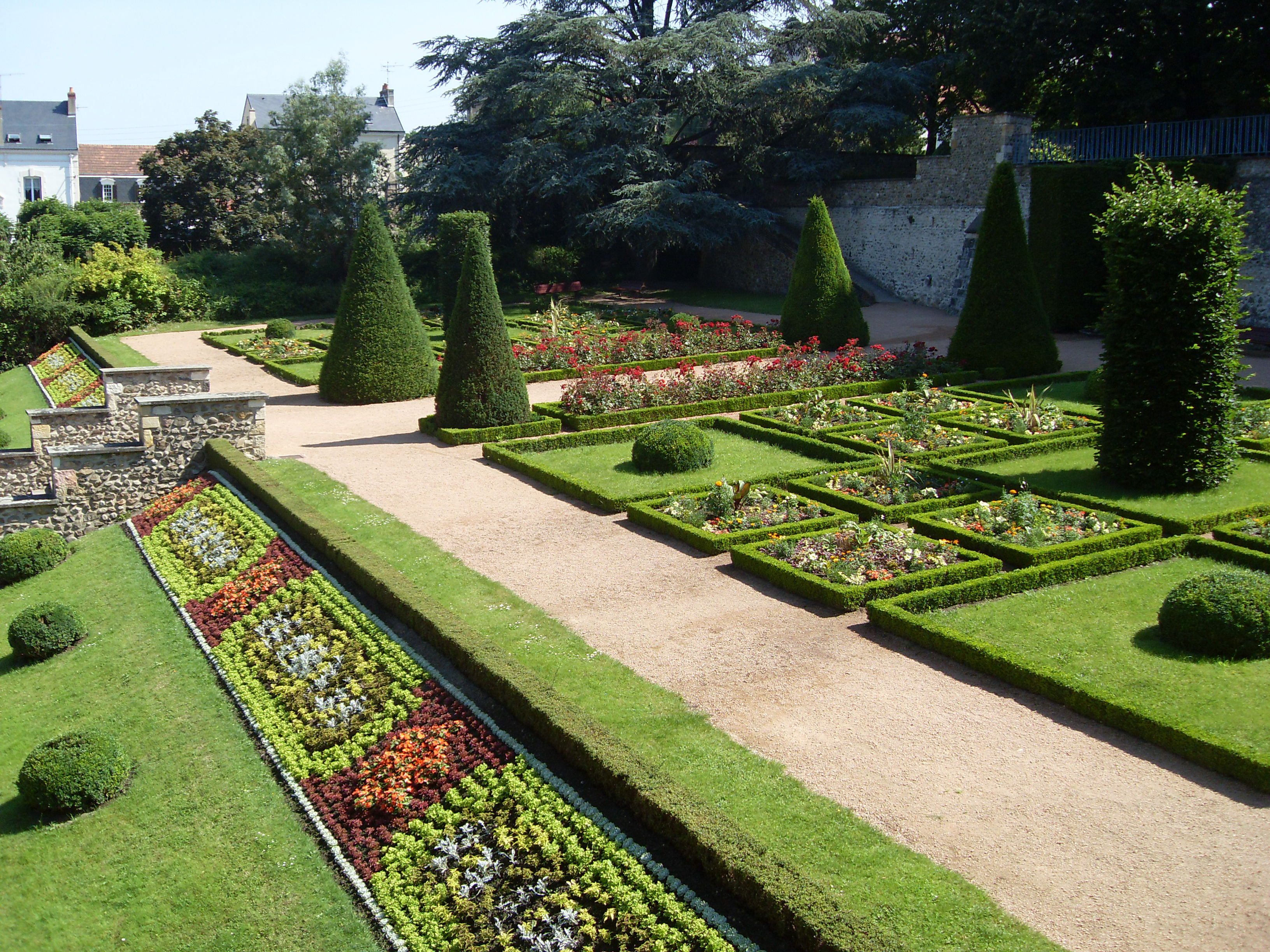
Jardins Wilson, vue du jardin à la française avec mosaïculture